# Гелотте, Бьорн
Бьорн Гелотте (швед. Björn Gelotte) —  гитарист и автор песен шведской группы In Flames. Он пришёл в группу в качестве барабанщика в 1995 году, он играл на барабанах при записи альбомов The Jester Race (1995) и Whoracle (1997). Гелотте стал гитаристом после ухода из группы Гленна Юнгстрёма.
В марте 2004 года Бьорн (наряду с Еспером Стрёмбладом) попал на 70-е место в списке 100 величайших хэви-метал гитаристов всех времён по версии журнала Guitar World.

## Другие проекты
До прихода в In Flames Бьорн играл в Sights.
В настоящее время он участвует в проекте под названием All Ends, в котором также участвует бывший гитарист группы In Flames Еспер Стрёмблад. Сестра Бьорна также участвует в данном проекте в качестве вокалистки. Но никто из них не собирается зарабатывать деньги с помощью этого проекта из-за очень плотного графика In Flames.